# Sherry Moreno
Sherry Moreno (ur. 21 października 1989) – argentyńska siatkarka, reprezentantka kraju grająca jako środkowa. Obecnie występuje w drużynie Club Glorias Argentinas.